# Desiderio Arias

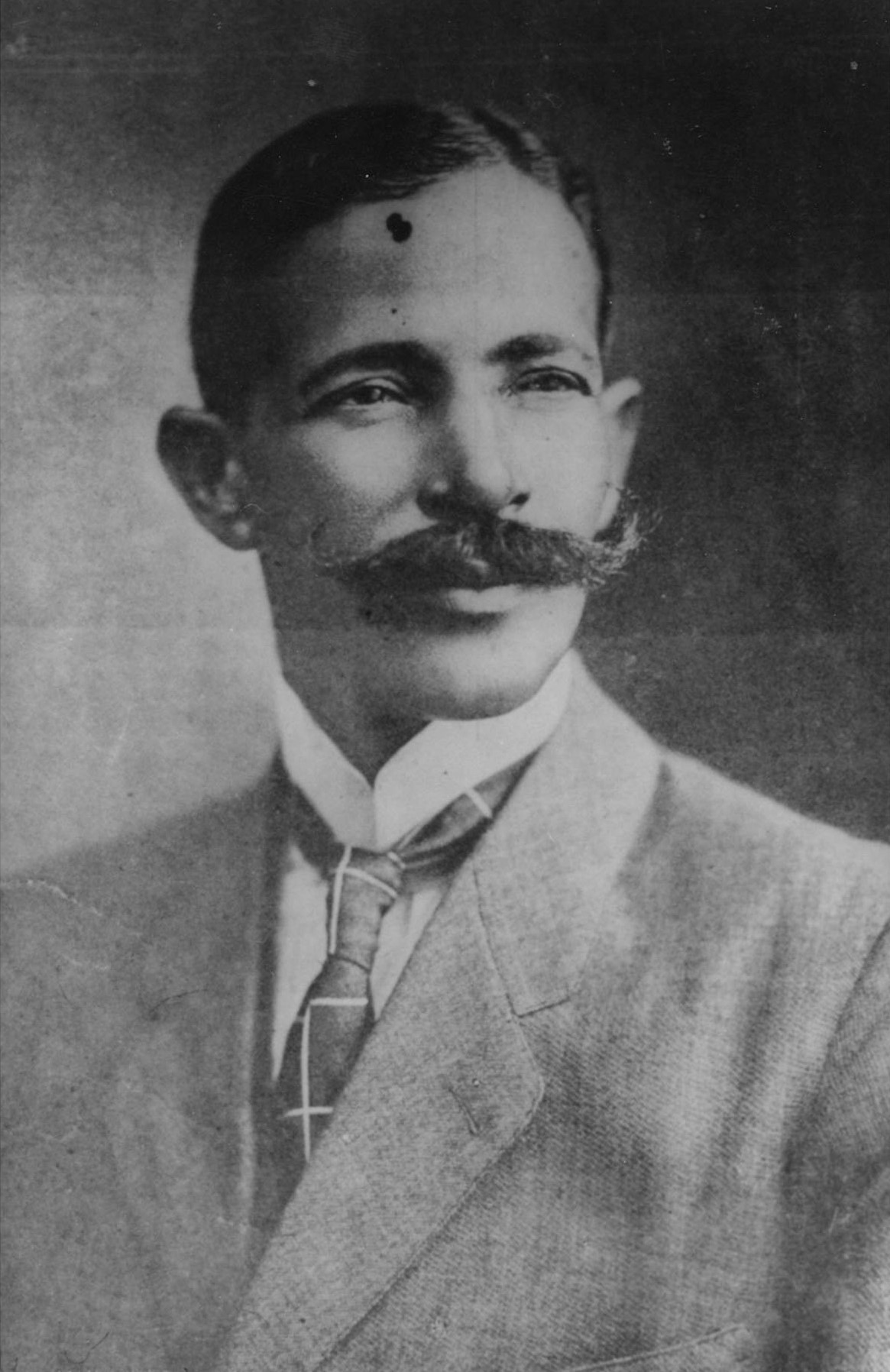
Desiderio

Desiderio Arias Alvarez (1872 – 1931) foi um destacado militar dominicano e um dos principais caudilhos do país, que alcançou grande prestígio e pode ganhar o respeito de seus seguidores e do povo dominicano, posicionando-se como um dos grandes homens de combate na República Dominicana. Obteve grande popularidade entre o povo da Línea Noroeste, especialmente em Monte Cristi e outras cidades vizinhas.